# Фатіх Атік
Фатіх Атік (фр. Fatih Atık, нар. 25 червня 1984, Глезе) — французький та турецький футболіст, півзахисник клубу «Гіресунспор».
Виступав, зокрема, за клуб «Монпельє».

## Ігрова кар'єра
Народився 25 червня 1984 року в місті Глезе. Вихованець футбольної школи клубу «Монпельє».
У дорослому футболі дебютував 2002 року виступами за другу команду клубу «Монпельє», в якій провів один сезон, взявши участь у 7 матчах чемпіонату. По завершенні сезону був переведений до основної команди. Проте в першому ж сезоні зіграв лише 6 матчів, а його команди вилетіла з Ліги 1. Після цього багато основних гравців покинули команду з Монпельє і Атік став лідером команди, проте так і не зміг допомогти їй повернутись в еліту. Всього Фатіх провів в команді чотири сезони своєї ігрової кар'єри.
У червні 2007 року він намагався перейти в турецький «Сівасспор», але перехід не відбувся, оскільки угода між двома клубами була порушена. Ця помилка залишила Атіка на шість місяців поза футболом. Під час перерви у виступах Атік підписав контракт на правах вільного агента контракт з «Туром», що виступав у третьому за рівнем дивізіоні Франції. У новій команді Атік потужно стартував, ставши ключовим гравцем команди і допоміг клубу вийти того ж сезону до Ліги 2, де і продовжив виступи.
Влітку 2010 року перейшов в «Булонь», де провів один сезон у Лізі 2, після чого змінив клуб на «Генгам», який виступав у тому ж дивізіоні. Разом з останньою командою 2014 року виграв Кубок Франції, зігравши в тому числі і у фінальному матчі проти «Ренна» (2:0).
До складу клубу «Трабзонспор» приєднався влітку 2014 року. Відтоді встиг відіграти за команду з Трабзона 1 матч в національному чемпіонаті.

## Досягнення
- Володар Кубка Франції: 2013/14